# Спантаза
Спантаза — правитель Западной Ликии, правивший в V веке до н. э.

## Биография
Имя Спантазы зафиксировано эпиграфическими и нумизматическими материалами. По мнению иранского учёного А. Шахбази, Спантаза начал править в Западной Ликии после смерти Куберна, при этом он непосредственно не принадлежал к местной правившей династии.
На монетах ликийский правитель представлен в иранском головном уборе. По замечанию Д. А. Баранова, в этом плане абрис Спантазы имеют большое сходство с изображениями последующих ставленников персов Кереи и Арттумпары. Кроме того, имя Спантазы носит характерное иранское происхождение. Возможно, он по происхождению не был ликийцем, а командовал ахеменидским гарнизоном в стране.
По предположению А. Шахбази, Спантаза был свергнут во время военной компании афинян под предводительством Кимона в Ликии в первой половине 60-х годов IV века до н. э., после чего к власти пришёл греческий ставленник Купрлли.
У Спантазы был сын Тевинезий, имя которого упомянуто на одной из гробниц в Тельмессе.